# Іскра (Бузулуцький район)
І́скра (рос. Искра) — селище у складі Бузулуцького району Оренбурзької області, Росія.

## Населення
Населення — 869 осіб (2010; 825 у 2002).
Національний склад (станом на 2002 рік):
- росіяни — 89 %